# Kilva
Kilva (svahili Kilwa) je geografski pojem, ki se nanaša na tri lokacije v Tanzaniji: mesto Kilva Masoko, otok Kilva Kisivani, ki je oddaljen  1,5 km od Kilve Masoko, in naselje Kilva Kisivani, ki je 20 km severno od Kilve Masoko. Vse tri so na obali Indijskega oceana v Okrožju Kilva, enem od šest okrožij regije Lindi.

## Kilva Masoko
Kilva Masoko je majhno pristaniško naselje, ki je po popisu prebivalstva leta 2002 imelo 12.324 prebivalcev. Beseda masoko v svahiliju pomeni tržnico. Pomembna dejavnost naselja je ribolov.

## Kilva Kisivani
Kilva Kisivani je otok nasproti naselja Kilva Masoko. Beseda kisiwani  v svahiliju pomeni otok. Na njem živi približno 500 prebivalcev. Na otoku so ostanki trdnjave iz obdobja nekdanjega sultanata, ki so od leta 1981  del Unescove svetovne kulturne dediščine. Ostanki so bili zaradi naravnih dejavnikov, predvsem erozije in poplav, leta 2004 uvrščeni na seznam ogrožene svetovne kulturne dediščine.

## Kiva Kivinje
Naselje Kiva Kivinje je bilo ustanovljeno v 17. stoletju po uničenju velikega dela naselja na otoku Kilva Kisivani. Po popisu prebivalstva leta 2002 je imelo 13.374 prebivalcev. Kivinje v svahiliju pomeni vrsto drevesa (tamariša).

## Zgodovina
Kot prvi prebivalci Kilve se omenjajo Mtakata, Mranga in Mčinga in kralj Mrimba.
V 11. stoletju je perzijski princ Ali Ibn Al Hasan iz Širaza ustanovil Kilvski sultanat. Berberski potopisec Ibn Batuta, ki je Kilvo obiskal leta 1331, omenja gostoljubje tamkajšnjega sultana Hasana Ibn Sulejmana. V tem obdobju je bila zgrajena palača Husuni Kubva in razširjena Velika mošeja. Portugalski morjeplovec  Pedro Alvares Kabral je v Kilvo priplul 26. julija 1500 in od sultana zahteval, da se prikloni portugalski kroni in začne njihovemu kralju plačevati davek, vendar mu to ni uspelo. Tri leta kasneje je na svoji drugi odpravi v Indijo na Kilvi pristal Vasco da Gama, kateremu je to uspelo. Portugalci so mesto opisali kot utrjeno naselje s približno 12.000 prebivalci, ozkimi ulicami in visokimi hišami s terasami in notranjimi vrtovi. V pristanišču je bilo več ladij. 
Portugalci so Kilvo prvič uničili leta 1505. Davek jim je plačevala do leta 1512, ko so jo osvojili Arabci. Mesto se je razvijalo vse do omanske osvojitve leta 1874. V 19. stoletju je so jo prebivalci zapustili in Kilva je opustela. Sredi 20. stoletja so se na otoku začele arheološke raziskave, ki so leta 1981 dosegle, da so ga uvrstili na Unescov seznam svetovne kulturne dediščine.

## Vir
- James Hastings. Encyclopedia of Religion and Ethics Part 24. Kessinger Publishing (2003), str. 847